# Jon McBride
Jon Andrew McBride, född 14 augusti 1943 i Charleston, West Virginia, död 7 augusti 2024 i Merritt Island, Brevard County, Florida, var en amerikansk astronaut uttagen i astronautgrupp 8 den 16 januari 1978.
McBride studerade vid West Virginia University 1960–1964.

## Rymdfärder
- STS-41-G